# Брайтон-Бич (линия Брайтон, Би-эм-ти)
|     |   |   |     |     |   |   |     |
| · л | · | · | · э | · э | · | · | · л |

|     |   |   |     |     |   |   |     |
| · л | · | · | · э | · э | · | · | · л |

«Брайтон-Бич» (англ. Brighton Beach) — станция Нью-Йоркского метрополитена, расположенная на линии Брайтон, Би-эм-ти. Станция находится в Бруклине, в округе Брайтон-Бич, на пересечении Брайтон-Бич-авеню и Брайтон 6-й улицы. На станции останавливаются маршруты B (в будни днём и вечером до 23:00) и Q (круглосуточно). Станция является южной конечной для маршрута B. Экспресс-пути используются маршрутом B (в будни днём и вечером до 23:00). Локальные пути используются маршрутом Q (круглосуточно).
Станция является эстакадной, расположенной на четырёхпутном участке линии и представленной двумя островными платформами. Имеются навесы, которые расположены практически по всей длине платформ (за исключением концов). На колоннах также имеются таблички с названием станции. В центральной части станции над экспресс-путями расположено управление станцией. Станция реконструировалась в 1990-х годах.
Станция имеет два выхода. Оба они представлены эстакадными мезонинами, расположенными под платформами. Основной выход расположен в северной части платформ. В мезонин с платформ ведёт по одной лестнице. Турникетный павильон представлен как полноростовыми турникетами, так и обычными. Из мезонина в город ведут три лестницы: ко всем углам (кроме северо-западного) перекрёстка Брайтон-Бич-авеню и Брайтон 6-й улицы. С северо-западного угла этого перекрёстка в мезонин ведет эскалатор, который постоянно работает только на подъём и, следовательно, используется только для входа на станцию.
Турникетный павильон второго выхода представлен аналогично турникетному павильону второго. Тем не менее обычные турникеты работают только в будни с 6:00 до 21:00 — остальное время работают только полноростовые турникеты. Второй выход приводит к обеим сторонам Брайтон Бич авеню, между Брайтон 5-й и Брайтон 6-й улицами.
К югу от станции линия становится шестипутной: два дополнительных пути появляются между локальными и экспресс-путями одного направления. На станции два экспресс-пути (средних) используются для тех поездов, для которых станция является южной конечной (маршрут B), и высадивший пассажиров поезд имеет возможность либо уйти на отстой на один из дополнительных путей, либо продолжить движение по одному из двух экспресс-путей для оборота за станцией, либо сразу отправиться со станции обратно на север.

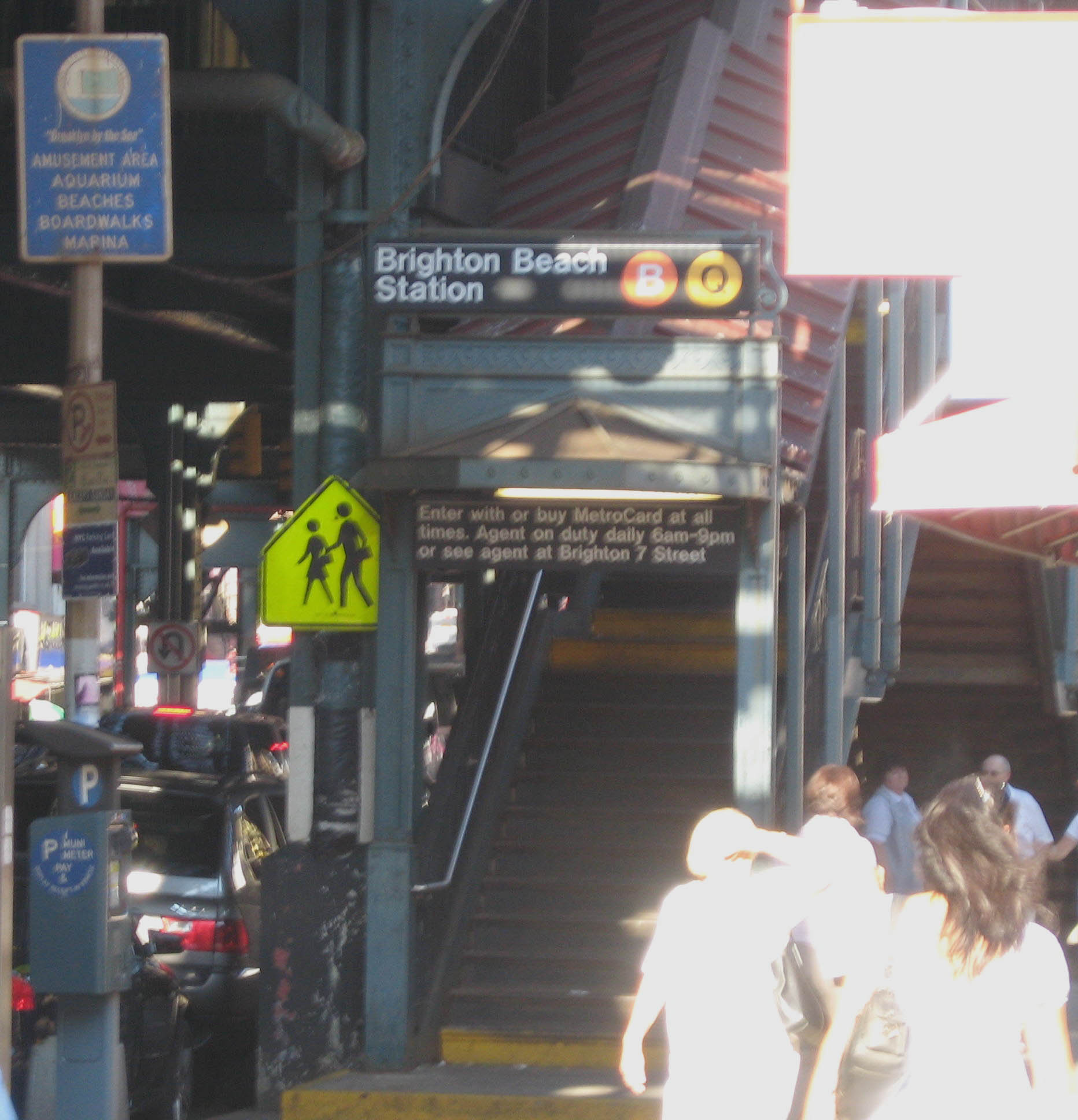
Выход со станции
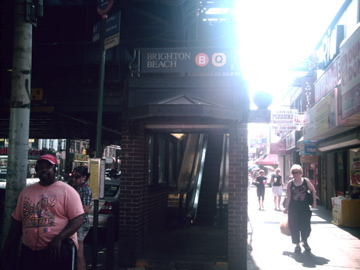
Эскалатор, поднима- ющийся в мезонин
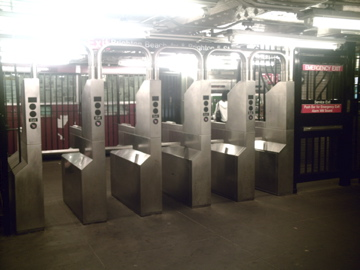
Турникетный павильон